# Маршания, Владимир Шалвович
Владимир Шалвович Маршания (5.10.1946, Кировск, Мурманская область, РСФСР, СССР — 19.5.2007, Сухум) — советский абхазский борец вольного стиля, тренер. Первый абхаз — чемпион СССР по борьбе.

## Биография
Родился 5 октября 1946 года.
Борьбой начал заниматься в 1964 году. Выступал за спортивные общества «Авангард» (Севастополь), «Гантиади» (Сухуми) в весовой категории до 90 кг.
С 1967 года — мастер спорта. С 1972 года — мастер спорта международного класса. Чемпион и призёр чемпионатов СССР. Победитель трёх международных турниров, в том числе Международного турнира в Тбилиси (1976).
Награжден орденом «Ахьдз-Апша» III степени (Абхазия).

## Выступления на чемпионатах СССР
- Чемпионат СССР по вольной борьбе 1971 года — ;
- Чемпионат СССР по вольной борьбе 1972 года — ;
- Чемпионат СССР по вольной борьбе 1973 года — ;
- Чемпионат СССР по вольной борьбе 1977 года — .

## Память
В поселке Агудзера и городе Сухум проводится Международный турнир памяти Владимира Маршания.,